# Убийство Гильема Агульо
Активист каталанского сепаратистского движения «Maulets» Гильем Агульо-и-Сальвадор (исп. Guillem Agulló i Salvador; 1975—1993) был убит неонацистами в Монтанехосе (Валенсия) 11 апреля 1993 г. Это событие вызвало общественный резонанс.

## Обстоятельства убийства
Уроженец Бурхасота Гильем Агульо проводил в Монтанехосе пасхальные каникулы. 11 апреля произошла потасовка со скинхедами, которых возмутила нарукавная повязка Агульо, содержавшая антифашистскую надпись. Агульо был смертельно ранен и вскоре скончался. В ближайшие дни полиция задержала нескольких подозреваемых в убийстве.
Дело рассматривалось как бытовой конфликт между группами молодёжи, а не убийство по политическим мотивам. Доказать удалось лишь вину Педро Куэваса, который был осуждён на 14 лет лишения свободы за непредумышленное убийство, но был освобождён через четыре года «за хорошее поведение». Впоследствии Куавэс даже баллотировался как кандидат от ультраправых на муниципальных выборах.

## Память
Судьбе Агульо посвящена книга Жауме Фустера «Смерть Гильема», песни групп Obrint Pas, Opció k-95, Al Tall .
В 2020 году режиссёр Карлос Маркес-Марсет снял фильм «Смерть Гильема».